# Andreas Witlacil
Andreas Witlacil (* 12. November 1817 in Wien; † 6. August 1905 ebenda) war ein österreichischer Sozialhygieniker, Medizinstatistiker und Polizeichefarzt in Wien.

## Leben
Andreas Witlacil wurde als Sohn des k.k. Hofkutschers Joseph Witlacil und dessen Ehefrau Christina geboren. Andreas Witlacil studierte Medizin an der Universität Wien und promovierte 1846 zur Entwicklung einer Propädeutik der medizinischen Statistik. Im Wien des Vormärz beschäftigte sich Witlacil mit den Ursachen der Massenarmut in Wien. Er engagierte sich sozial und nahm schließlich aktiv an der Revolution 1848 teil. Während der Revolution gründete er den Wiener Arbeiterclub „Concordia“ und gab die Zeitung „Concordia – Politisch–soziales Wochenblatt für die Arbeiterschaft“ heraus. Nach der Niederschlagung der Revolution arbeitete er als Sekundärarzt im „Allgemeinen Krankenhaus in Wien“ und beschäftigte sich mit der Herstellung und Aufbereitung der Spitalstatistik. 1856 stellte Carl Ludwig Sigmund von Ilanor (1810–1883) den Antrag zur Bildung eines Komitees für medizinische Statistik, zu dem Witlacil hinzugezogen wurde. Ab 1851 war Witlacil als Armenarzt und Polizeiarzt sowie später als Bezirksarzt tätig. Wichtig waren ihm Maßnahmen zur Hebung der Sanitätspflege sowie die Bekämpfung der Cholera und weiterer Infektionskrankheiten.
Witlacil war im Laufe seiner beruflichen Laufbahn in mehreren ärztlichen Standesorganisationen vertreten und wurde zunehmend in die Entwicklung des Sanitätswesens der Habsburgermonarchie involviert. Er setzte sich ein für die Modernisierung der Kanalisation in Wien, für den Ausbau und die Reform psychiatrischer Anstalten und den Ausbau des Armenwesens in Wien. Der Ausbau des Impfwesens war ihm Anliegen so gut wie eine Verbesserung des allgemeinen Wohnungsbaus oder der Ausbau staatlicher Pflege- und Erziehungsanstalten. Er registrierte auch die zunehmende Verschmutzung der Stadt durch die Industrialisierung. Er publizierte zu all diesen Themenbereichen und war auf mehreren internationalen Kongressen mit entsprechenden Vorträgen vertreten. Zum Studium von Quarantänemaßnahmen unternahm er eine Reise in das Osmanische Reich.
Witlacil war, neben Leopold Wittelshöfer (1818–1889), im Jahr 1851 einer der Mitbegründer der „Wiener Medizinischen Wochenschrift“. Auch hier publizierte er regelmäßig und machte auf die sozialen und hygienischen Missstände in Wien aufmerksam. Auch war er Mitbegründer und Redaktionsmitglied der Zeitschrift „Der Militärarzt“.
Im Jahr 1892, hier war Andreas Witlacil bereits 75 Jahre alt, erfolgte sein größter Karrieresprung und er wurde Polizeichefarzt der Polizeidirektion in Wien.

### Engagement gegen aufkommenden Antisemitismus
Witlacil sah die problematischen Wohnverhältnisse der entstehenden Großstadt Wien um die Jahrhundertwende als Nährboden für den aufkommenden Antisemitismus an. Deshalb forderte er von Bürgermeister Karl Lueger (1844–1910) und der Stadtverwaltung Wien, in den betroffenen Bezirken für eine Verbesserung der beengten und krank machenden Wohnsituation zu sorgen.

### Familie
Die Tochter Amalie heiratete den Arzt, Mineralogen und Entomologen Karl Eduard Hammerschmidt (1801–1874). Karl Eduard Hammerschmidt wirkte unter dem Namen Abdullah Bay an der medizinischen Schule in Konstantinopel.

## Auszeichnungen
- 1866 Auszeichnung für das Engagement während der Cholera-Epidemie
- 1874 Auszeichnung für die Tätigkeit in der Pockenschutzimpfung
- 1885 Ehrenbürger der Gemeinde Ober–Döbling
- 1888 Ritterkreuz des Franz Joseph Ordens